# Miki Andō
Miki Andō (安藤 美姫?, Andō Miki; Nagoya, 18 dicembre 1987) è un'ex pattinatrice artistica su ghiaccio giapponese, principalmente ricordata per essere la prima donna ad aver atterrato un salto quadruplo durante la finale del Grand Prix juniores della stagione 2001-02.

## Biografia
Ando ha iniziato a pattinare all'età di nove anni. Qualche tempo dopo ha perso suo padre in un incidente stradale.
I suoi idoli sono le connazionali Yuka Sato e Shizuka Arakawa. L'aspetto più importante del suo pattinaggio sono i salti. Nel 2001 è diventata la prima pattinatrice a completare un quadruplo Salchow, nella stagione 2010-11 è stata la prima pattinatrice a inserire cinque elementi di salto nella secondam età del suo programma libero.
Nel 2012 Ando ha organizzato uno show in favore dei bambini colpiti un anno prima dal terremoto del Tohoku.
Ando ha interrotto la sua carriera agonistica per dare alla luce sua figlia Himawari, nata nell'aprile del 2013, ed è tornata a gareggiare nell'autunno del 2013. Dopo il Campionato nazionale del 2013 ha lasciato definitivamente le gare.

## Risultati
GP: Grand Prix; JGP: Junior Grand Prix
| Internazionali | Internazionali | Internazionali | Internazionali | Internazionali | Internazionali | Internazionali | Internazionali | Internazionali | Internazionali | Internazionali | Internazionali | Internazionali | Internazionali | Internazionali | Internazionali | Internazionali |
| Evento | 98–99          | 99–00          | 00–01          | 01–02          | 02–03          | 03–04          | 04–05          | 05–06          | 06–07          | 07–08          | 08–09          | 09–10          | 10–11          | 11–12          | 12–13          | 13–14          |
| --- | -------------- | -------------- | -------------- | -------------- | -------------- | -------------- | -------------- | -------------- | -------------- | -------------- | -------------- | -------------- | -------------- | -------------- | -------------- | -------------- |
| Giochi olimpici invernali |                |                |                |                |                |                |                | 15°            |                |                |                | 5°             |                |                |                |                |
| Campionati mondiali |                |                |                |                |                | 4°             | 6°             |                | 1°             | R              | 3°             | 4°             | 1°             |                |                |                |
| Campionati dei Quattro continenti |                |                |                |                |                |                |                |                |                | 3°             |                |                | 1°             |                |                |                |
| GP Finale |                |                |                |                |                |                | 4°             | 4°             | 5°             |                | 6°             | 2°             | 5°             |                |                |                |
| GP Trophée Eric Bompard |                |                |                |                |                |                |                |                | 2°             |                |                |                |                |                |                |                |
| GP Cup of China |                |                |                |                |                |                | 4°             |                |                |                | 2°             |                | 1°             |                |                |                |
| GP Cup of Russia |                |                |                |                |                |                |                | 2°             |                |                |                | 1°             | 1°             |                |                |                |
| GP NHK Trophy |                |                |                |                |                |                | 2°             | 4°             |                | 4°             |                | 1°             |                |                |                |                |
| GP Skate America |                |                |                |                |                |                | 3°             |                | 1°             | 2°             | 3°             |                |                |                |                |                |
| Golden Spin |                |                |                |                |                |                |                |                |                |                |                |                |                |                |                | 2°             |
| Ice Challenge |                |                |                |                |                |                |                |                |                |                |                |                |                |                |                | 2°             |
| Nebelhorn Trophy |                |                |                |                |                |                |                |                |                |                |                |                |                |                |                | 2°             |
| Internazionali: Junior, Novice |                |                |                |                |                |                |                |                |                |                |                |                |                |                |                |                |
| Campionati mondiali |                |                |                | 3°             | 2°             | 1°             |                |                |                |                |                |                |                |                |                |                |
| JGP Finale |                |                |                | 1°             | 3°             | 1°             |                |                |                |                |                |                |                |                |                |                |
| JGP Canada |                |                |                |                | 1°             |                |                |                |                |                |                |                |                |                |                |                |
| JGP Cina |                |                |                |                | 1°             |                |                |                |                |                |                |                |                |                |                |                |
| JGP Repubblica Ceca |                |                |                | 1°             |                |                |                |                |                |                |                |                |                |                |                |                |
| JGP Giappone |                |                |                |                |                | 1°             |                |                |                |                |                |                |                |                |                |                |
| JGP Messico |                |                |                |                |                | 1°             |                |                |                |                |                |                |                |                |                |                |
| JGP Svezia |                |                |                | 1°             |                |                |                |                |                |                |                |                |                |                |                |                |
| Mladost Trophy |                | 1° N           | 1° N           |                |                |                |                |                |                |                |                |                |                |                |                |                |
| Nazionali |                |                |                |                |                |                |                |                |                |                |                |                |                |                |                |                |
| Campionati giapponesi |                |                |                | 3°             | 5°             | 1°             | 1°             | 6°             | 2°             | 2°             | 3°             | 4°             | 1°             |                |                | 7°             |
| Campionati giapponesi junior |                | 7°             | 3°             | 1°             | 1°             | 1°             |                |                |                |                |                |                |                |                |                |                |
| Campionati giapponesi novice | 3° B           | 1° A           | 1° A           |                |                |                |                |                |                |                |                |                |                |                |                |                |
| Gare a squadre |                |                |                |                |                |                |                |                |                |                |                |                |                |                |                |                |
| World Team Trophy |                |                |                |                |                |                |                |                |                |                | 3° S 5° P      |                |                |                |                |                |
| Japan Open |                |                |                |                |                |                |                | 1° S 4° P      | 1° S 1° P      |                |                |                | 1° S 2° P      | 3° S 6° P      |                |                |
| R = Ritirata Categorie – N = Novice; J = Junior S = Risultato della squadra; P = Risultato personale. Medaglie assegnate solo per il risultato della squadra. |                |                |                |                |                |                |                |                |                |                |                |                |                |                |                |                |